# آیفون ۶ پلاس
آیفون ۶ پلاس (به انگلیسی: iPhone 6 Plus) پرچمدار ۲۰۱۴ اپل می‌باشد که ۵٫۵ اینچ اندازه دارد و در تاریخ ۱۹ سپتامبر ۲۰۱۴ به همراه اپل واچ و آیفون ۶ عرضه شد. این دستگاه به نوعی فبلت اپل هم می‌باشد.

## مشخصات

### طراحی
طراحی آیفون ۶ پلاس تغییرات زیادی نسبت به نسل‌های گذشته دارد. بیشترین طراحی را پشت و کناره‌های این اسمارتفون دربرداشته‌اند. این قسمت‌ها طراحی نسبتاً جدیدی دارند. از مهم‌ترین تغییرات می‌توان به برآمده بودن دوربین این بدنه گوشی اشاره کرد.

### سیستم‌عامل
این دستگاه با سیستم‌عامل آی‌اواس ۸ عرضه شد و این سیستم‌عامل به‌طور خودکار روی آن بود. همچنین آی‌اواس روی این دستگاه با نسل‌های پیشین آیفون کمی تفاوت داشت و به دلیل بزرگ بودن این دستگاه، حالت افقی را هم داشت.

### مشخصات ظاهری
بدنه این دستگاه کاملاً آلومینیومی می‌باشد و با این اندازه و با این مشخصات تنها ۱۷۲ گرم وزن دارد این دستگاه 158.1x77.8x7.۱ میلیمتر می‌باشد.

### صفحهٔ نمایش
رزولوشن آن ۱۹۲۰*۱۰۸۰ می‌باشد و از رتینای جدید بهره می‌برد. همچنین تکنولوژی که در صفحه نمایش این دستگاه بکار رفته LED-backlit IPS LCD می‌باشد و کیفیت بسیار خوبی را نشان می‌دهد.

### دوربین
حساسیت دوربین این دستگاه بدون هیچ تفاوتی همان ۸ مگاپیکسل باقی‌مانده‌است. حساسیت دوربین جلویی این گوشی معادل ۲٫۱ مگاپیکسل است.

### حافظه‌ها و پردازشگر
آیفون ۶ پلاس مانند نسل‌های قبلی آیفون از کارت حافظه پشتیبانی نمی‌کند و در نسخه‌های ۱۶ و ۳۲ و ۱۲۸ گیگ عرضه می‌شود. پردازندهٔ این دستگاه آ۸ (Apple A8) با کلاک ۱٫۴ گیگاهرتز می‌باشد. رم این دستگاه ۱ گیگابایت است و در کنار سیستم‌عامل سبک آی‌اواس، سرعت بالایی را به نمایش می‌گذارد.

### قیمت
قیمت‌های اعلام شده برای آیفون ۶ پلاس
- نسخه ۱۶ گیگابایت – ۲۹۹ دلار
- نسخه ۶۴ گیگابایت – ۳۹۹ دلار
- نسخه ۱۲۸ گیگابایت – ۴۹۹ دلار[۲]

## فروش
بعد از شروع فروش آیفون ۶ و آیفون ۶ پلاس در یک روز جمعه، اپل توانسته ۱۰ میلیون نسخه از این گوشی را در روزهای جمعه، شنبه و یکشنبه به فروش برساند. این یک رکورد جدید برای اپل محسوب می‌شود که توانسته بیشترین فروش یک گوشی در تعطیلات آخر هفته را رقم بزند. آمار نشان می‌دهد که اقبال‌ها به سمت آیفون ۶ بیشتر از آیفون ۶ پلاس بوده و این گوشی نسبت به همتای فبلت خود فروش بیشتری داشته‌است.

## خمیدگی شاسی
با رسیدن آیفون ۶ و آیفون ۶ پلاس به دست خریدارانش، تعداد قابل توجهی از خریداران این گوشی هوشمند می‌گویند که این گوشی در صورت قرار گرفتن در جیب ممکن است به علت فشارهای وارده خم شده و تاحدی کج شود.
یکی از کاربران در نظراتش نوشته است که این گوشی پس از ۱۸ ساعت ماندن در جیبش خم شده است. وی در اکثر مواقع در حالت نشسته بوده است.
به نظر می‌رسد باریک بودن فوق‌العاده آیفون جدید هم در این مساله بی تاثیر نباشد. ضخامت آیفون ۶ و آیفون ۶ پلاس تنها ۷ میلیمتر و طول آن ۱۶ سانتیمتر است. درحالی که موارد این چنینی مختص آیفون نیست، اما کاربران این نقص در طراحی را بندگیت نامیدند.
اما گزارشی فنی از کمپانی Consumer Reports گزارش‌های پیشین را تا حدی رد می‌کند.
شرکت Consumer Reports پیش‌تر نیز در سال ۲۰۱۰ مشکل آنتن دهی آیفون ۴ را در ورطه آزمایش قرار داده بود و حالا با یک تست علمی جدید بازگشته است.
در تست این شرکت که در آزمایشگاه تخصصی آن‌ها انجام شده از اسمارت فون‌های آیفون ۵، آیفون ۶، آیفون ۶ پلاس و در کنار آن‌ها اچ‌تی‌سی وان (ام۸)، ال‌جی جی۳ و سامسونگ گلکسی نوت ۳ استفاده شده است. در این تست فشارها به دو قصد بر دستگاه‌ها وارد شده؛ اینکه چه میزان فشار برای خمیدگی کافی است و اینکه چه میزان فشار برای جدا شدن کیس از اسمارت فون‌ها موردنیاز است.
طبق این تست، آیفون ۶ توانست وزنی ۳۱٫۷ کیلوگرمی و آیفون ۶ پلاس وزنی ۴۰٫۸ کیلوگرمی را تا قبل از خمیدگی تحمل کند.
Consumer Reports در نتیجه‌گیری گزارش خود نوشته است: «تست‌های ما نشان می‌دهد که آیفون‌ها محکم تر از چیزی هستند که سر و صداهای اینترنتی نشان می‌دهند. اگرچه هیچ اسمارت فونی تا ابد نمی‌تواند از خود مقاومت نشان دهد، اما در یک استفاده معمول تمامی این اسمارت فون‌ها فشار را تحمل خواهند کرد.»
اپل نیز به موج خبر خم شدن آیفون ۶ و آیفون ۶ پلاس پاسخ داد. این شرکت اعلام کرد که خم شدن این اسمارت فون بسیار نادر است و چرا که از مواد با کیفیت بالا و پر قدرت برای ساخت آن استفاده شده است و تاکنون تنها ۹ نفر از اپل برای این مشکل شکایت داشته‌اند.
به گفته اپل این خم شدن به سه صورت امکان شده است دوچرخه سواری، مطالعه و نشستن کاربران است. در طول ۶ روز فروش آیفون که میلیون‌ها نسخه از آیفون ۶ و آیفون ۶ پلاس به فروش رسیده است تنها ۹ کاربر برای این مساله از اپل شکایت داشته‌اند.
همچنین شرکت اپل معتقد است خم شدن آیفون ۶ و آیفون ۶ پلاس پلاس نیاز به تلاش فراوانی دارد و در کل می‌توان گفت که این مشکل را جدی نگرفته است. با این حال، این شرکت اعلام کرد که اگر مشخص شود آیفون ۶ یا آیفون ۶ پلاس یک کاربر به‌طور غیر عمد خم شده، آن آیفون ۶ یا آیفون ۶ پلاس را با یک آیفون ۶ یا آیفون ۶ پلاس سالم تعویض می‌کند.